# Kongressen (USA)
 For alternative betydninger, se Kongressen. (Se også artikler, som begynder med Kongressen)
Kongressen eller United States Congress er USA's lovgivende forsamling.
Kongressen har ansvaret for finansielle spørgsmål, især budgetspørgsmål, spørgsmål vedrørende forsvaret af USA og landets generelle tilstand, samt regulering af handelsaftaler med andre lande. Derudover fastlægger Kongressen de overordnede rammer for delstaternes lovgivende forsamlinger. Det betyder, at hver enkelt delstat stadig har selvbestemmelse, som udmønter sig i forskellig konkret lovgivning.
Udover de lovgivende funktioner har Kongressen magten til at undersøge og føre tilsyn med den udøvende magt – præsidenten og hans administration. Kongressen har eksklusiv magt til at begynde og føre rigsretssager mod præsidenten, dommere og andre embedsmænd i føderalt regi – dvs. de hører ikke til delstaterne.
Kongressen har sæde i Capitol-bygningen i hovedstaden Washington D.C. og består af to kamre – Senatet med 100 medlemmer og Repræsentanternes Hus med 435 medlemmer. Hver stat har to senatorer som sidder i senatet. I Repræsentanternes Hus har staterne  – afhængigt af indbyggertal – mellem 1 og 53 medlemmer. Desuden sidder der fem delegerede fra USA's territorier for en to-årig periode, samt en kommissær for en fire-årig periode. Disse seks har ikke stemmeret.